# 高須四郎
高須四郎（日语：／、1884年10月27日 - 1944年9月2日）是日本帝國海軍的一位軍人，海軍大學校35期畢業生。最終官階海軍大将。